# Championnat de Roumanie de football 1914-1915
Navigation
Saison précédente Saison suivante
La saison 1914-1915 du Championnat de Roumanie de football était la 6e édition de la première division roumaine. Cette compétition a eu lieu sous le nom de Cupa Herzog.
Six club s'inscrivent à la compétition. C'est le club de Romana-Americana Bucarest qui termine en tête du championnat et remporte ainsi son premier titre de champion de Roumanie.

## Les 6 clubs participants
- Romana-Americana Bucarest
- Colentina Bucarest
- Bucarest FC
- Prahova Ploiești
- Coltea FC Bucarest
- Oltenia Craiova

## Compétition

### Classement
Le barème de points servant à établir le classement se décompose ainsi :
- Victoire : 2 points
- Match nul : 1 point
- Défaite : 0 point

| Rang | Équipe                    | Pts | J  | G | N | P | Bp | Bc | Diff |
| ---- | ------------------------- | --- | -- | - | - | - | -- | -- | ---- |
| 1    | Romana-Americana Bucarest | 18  | 10 | 8 | 2 | 0 | 33 | 4  | +29  |
| 2    | Prahova Ploiești          | 15  | 9  | 6 | 3 | 0 | 50 | 12 | +38  |
| 3    | Colentina Bucarest (T)    | 11  | 10 | 5 | 1 | 4 | 21 | 18 | +3   |
| 4    | Bucarest FC               | 8   | 10 | 4 | 0 | 6 | 15 | 29 | -14  |
| 5    | Coltea FC Bucarest        | 4   | 9  | 2 | 0 | 7 | 5  | 37 | -32  |
| 6    | Oltenia Craiova           | 2   | 8  | 1 | 0 | 7 | 11 | 31 | -20  |

|  | Champion de Roumanie 1914-1915 |

### Matchs
| Résultats (▼dom., ►ext.)                                   | Buk | Olt | Pra | Rom | Cole | Colt |
| Bucarest FC                                                |     | 3-2 | 1-3 | 0-2 | 3-2  | 2-1  |
| Oltenia Craiova                                            | 3-1 |     |     | 0-8 | 3-4  |      |
| Prahova Ploiești                                           | 8-2 | 6-1 |     | 2-2 | 5-3  | 17-0 |
| Romana-Americana Bucarest                                  | 7-0 | 3-0 | 1-1 |     | 2-0  | 4-0  |
| Colentina Bucarest                                         | 1-0 | 5-1 | 2-2 | 1-2 |      | 1-0  |
| Coltea FC Bucarest                                         | 2-1 | 2-1 | 0-6 | 0-3 | 0-2  |      |
| - Victoire à domicile - Match nul - Victoire à l'extérieur |     |     |     |     |      |      |

## Bilan de la saison
| Tableau d'Honneur                   |                           |
| Compétition                         | Vainqueur                 |
| Championnat de Roumanie de football | Romana-Americana Bucarest |